# Contrat local de santé
 (mai 2021).
La mise en forme du texte ne suit pas les recommandations de Wikipédia : il faut le « wikifier ».
Les points d'amélioration suivants sont les cas les plus fréquents :
- Les titres sont pré-formatés par le logiciel. Ils ne sont ni en capitales, ni en gras.
- Le texte ne doit pas être écrit en capitales (les noms de famille non plus), ni en gras, ni en italique, ni en « petit »…
- Le gras n'est utilisé que pour surligner le titre de l'article dans l'introduction, une seule fois.
- L'italique est rarement utilisé : mots en langue étrangère, titres d'œuvres, noms de bateaux, etc.
- Les citations ne sont pas en italique mais en corps de texte normal. Elles sont entourées par des guillemets français : « et ».
- Les listes à puces sont à éviter, des paragraphes rédigés étant largement préférés. Les tableaux sont à réserver à la présentation de données structurées (résultats, etc.).
- Les appels de note de bas de page (petits chiffres en exposant, introduits par l'outil «  Source ») sont à placer entre la fin de phrase et le point final[comme ça].
- Les liens internes (vers d'autres articles de Wikipédia) sont à choisir avec parcimonie. Créez des liens vers des articles approfondissant le sujet. Les termes génériques sans rapport avec le sujet sont à éviter, ainsi que les répétitions de liens vers un même terme.
- Les liens externes sont à placer uniquement dans une section « Liens externes », à la fin de l'article. Ces liens sont à choisir avec parcimonie suivant les règles définies. Si un lien sert de source à l'article, son insertion dans le texte est à faire par les notes de bas de page.
- La présentation des références doit suivre les conventions bibliographiques. Il est recommandé d'utiliser les modèles {{Ouvrage}}, {{Chapitre}}, {{Article}}, {{Lien web}} et/ou {{Bibliographie}}. Le mode d'édition visuel peut mettre en forme automatiquement les références.
- Insérer une infobox (cadre d'informations à droite) n'est pas obligatoire pour parachever la mise en page.

Pour une aide détaillée, merci de consulter Aide:Wikification.
Si vous pensez que ces points ont été résolus, vous pouvez retirer ce bandeau et améliorer la mise en forme d'un autre article.
Un contrat local de santé (CLS) est, en France, un contrat signé entre les Agences régionales de santé (ARS) et une intercommunalité. D'autres acteurs tels que la caisse primaire d'assurance maladie (CPAM), d'autres intercommunalités ou la préfecture peuvent être associés à la signature du contrat. Le contrat est mis en place par la loi HPST du 21 juillet 2009, et doit aider à réduire les inégalités locales de santé et conformité avec le projet régional de santé (PRS) de l'ARS.
C'est une démarche participative entre les acteurs du territoire concerné, qui sert notamment à créer des échanges entre divers acteurs de la santé et de la prévention sur un territoire, dans l'objectif de :
- Réduire les inégalités sociales et territoriales de santé
- Mettre en œuvre des solutions pour une offre de santé de proximité.

La loi HPST prévoit que les CLS portent sur la santé au sens large :
- promotion de la santé,
- prévention,
- politiques de soins
- accompagnement médico-social, au titre de la réduction des inégalités sociales et territoriales de santé.

## Mise en place
Les ARS de Bretagne et de Poitou Charentes sont les premières à mettre en place des CLS pilotes pour identifier les grandes phases de la démarche. En 2011, 60 Contrats locaux de santé sont signés.
Il est défini par le ministère de la santé comme un outil souple et modulable, qui doit mener à un travail collaboratif pour la santé des citoyens mais les ARS, chargées de la mise en place, sont considérés comme peu souples sur l’adaptation aux contextes locaux par les acteurs locaux. 

### Système de mise en place

#### Région: orientation stratégique et politique
L'ARS définit de grandes lignes politiques pour la suite des discussions.

#### Territoire de concertation
Le territoire de  concertation inclut les professionnels, établissements, services de santé avec les Conseils généraux et le Préfet.

#### Bassin de santé intermédiaire
Coordination entre l’offre hospitalière de premier niveau (urgences), ambulatoire et médico-sociale (objectif : filières gériatriques)

#### Bassin de santé de proximité
Travail avec les médecins généralistes, infirmiers DE, masseurs-kinésithérapeutes, dentistes et pharmaciens sur l'offre de proximité.

### Priorité politique
Deux milieux d'application sont privilégiés, en raison de la fragilité de santé de leurs habitants : 
- Les zones rurales isolées
- Les quartiers urbains en difficulté